# Willy Levin
Willy Levin (* 1860 in Stolp; † 19. November 1926) war ein deutscher Kunstmäzen und Kaufmann.

## Leben
Levin kam 1885 nach Berlin, wo er mit seinem Bruder ein Konfektionsgeschäft eröffnete. Der Erlös des gut gehenden Betriebs ermöglichte es ihm, sich musikalisch als Sänger weiterzubilden und als Mäzen zahlreiche bedeutende und auch weniger bekannte Künstler seiner Zeit finanziell zu unterstützen. Sein Salon wurde zu einem Treffpunkt der Berliner Kulturszene, in dem unter anderem Hans Pfitzner, Hugo von Hofmannsthal, Max Reinhardt und Richard Strauss verkehrten. Letzterer, mit dem er eng befreundet war, setzte ihm ein musikalisches Denkmal in der Figur des skatspielenden Kommerzienrats in der Oper Intermezzo (Strauss). Levin war auch stark in die Vorbereitungen der Uraufführung von Strauss Ariadne auf Naxos eingebunden, die ursprünglich in Berlin stattfinden sollte, dann aber nach Stuttgart verlegt wurde. Eine enge Freundschaft verband ihn mit Josef Ruederer, der von Levins diplomatischem Geschick profitierte, als dieser sich für die Uraufführungen der Dramen einsetzte und zwischen dem Dramatiker und dem Regisseur Max Reinhardt vermittelte.